# Entrégate
Entrégate (français : Rends-toi) est une chanson pop écrite, produite et arrangée par Juan Carlos Calderón, et interprétée par le chanteur mexicain Luis Miguel. 

## Historique
Elle est sortie en tant que deuxième single de son album studio 20 Años (1990), nommé aux Grammy Awards, et est devenue son cinquième single numéro un dans le classement Billboard Hot Latin Songs. L'album parent est devenu un succès commercial, avec des ventes records dans toute l'Amérique latine, six de ses singles étant entrés simultanément dans les hit-parades au Mexique. Après sa sortie, Miguel a été reconnu comme le premier chanteur latin en Amérique latine.
Une version anglaise de la chanson, intitulée Before the Dawn a été enregistrée, mais comme un autre morceau de l'album 20 Años, Somebody in Your Life écrit par Diane Warren et interprété à l'origine par Peabo Bryson sur son album Quiet Storm (1986), est sorti au Royaume-Uni avec des résultats mitigés, Miguel a décidé de ne plus enregistrer de versions anglaises de ses chansons. Un enregistrement de bootleg peut être trouvé sur le site de partage de vidéos YouTube, avec Fría como el viento.
"Entrégate" a été inclus dans la liste des titres de sa tournée 20 Años en 1990, dans un medley avec Yo que no vivo sin ti, Culpable o no, Más allá de todo, Fría como el viento, Tengo todo excepto a ti et La incondicional lors de ses performances en direct à l'Auditorium national de Mexico. Cette performance a été publiée sur son album El Concierto (1995). En 2005, la chanson a été incluse sur la compilation Grandes Éxitos.

## Dans les hit-parades
La chanson a fait ses débuts dans le classement Billboard Hot Latin Songs à la 28e place dans la semaine du 22 septembre 1990, pour se hisser dans le top 10 quatre semaines plus tard,, atteignant le 24 novembre 1990 la première place, conservant cette position pendant une semaine, remplaçant Completamente enamorados par Chayanne et étant remplacée par Lourdes Robles avec Abrázame Fuerte. Cette chanson est devenue le cinquième single de Miguel à atteindre le sommet de ce classement, après Ahora te puedes marchar (1987), La incondicional et Fría como el viento, tous deux en 1989, et son précédent single Tengo todo excepto a ti. Il s'est classé 28e au classement de fin d'année de Hot Latin Songs en 1991. La chanson est également devenue un succès en Équateur et au Mexique où elle a atteint la première place,. "Entrégate" a été reprise par plusieurs interprètes, dont César Flores, Grupo Villanhos, K-Paz de la Sierra (en), The Latin Stars Orchestra, Gerardo López et Los Students.

## Crédits
Adapté de la pochette et du livret CD 20 Años.
- Juan Carlos Calderón – production, auteur-compositeur, arrangements
- Bennie Faccone – mixage
- John Robinson – batterie, percussions
- Dennis Belfield – guitare basse
- Paul Jackson, Jr. – guitare électrique
- Robbie Buchanan – piano